# Випава
Випава (словен. Vipava) — река в Словении и Италии, левый приток реки Сочи.
Длина реки составляет 49 км, из которых 44 км приходится на Словению, 5 км на Италию. Площадь бассейна — 598 км² (не включая подземный бассейн).
Берёт начало из карстового источника в городе Випава. Течёт по правому краю Випавской долины у плато Карст. Впадает в реку Сочу на территории Италии.
Во времена Римской империи река носила название Фригид (Frigidus — холодная). В 394 году возле реки состоялась Битва на реке Фригид, во многом предопределившая судьбу Римской империи.

## Галерея
- Река Випава
- Мост Табор через реку Випава
- Река Випава у замка Подскала